# Magic (Djumbo)
Magic is het derde studioalbum van de Nederlandse meidengroep Djumbo. Het album kwam in 2008 uit als normale versie en als speciale versie met een extra boekje.

## Singles
- Boyz & Girlz (4 september 2008)

## Tracklist
Op album
1. Boyz & Girlz
2. Best Friends
3. Anything
4. Party Party
5. I Want You to Know
6. Locomotion
7. Djumbo Medley

Op cd-rom
1. The Best of Real Djumbo
2. Videoclip Boyz & Girlz
3. Making of Boyz & Girlz
4. Videoclip Boy I Like Ya
5. Making of Boy I Like Ya
6. Videoclip Abracadabra
7. Videoclip Dit Is Real